# Hartlip
Hartlip es una parroquia civil y un pueblo del distrito de Swale, en el condado de Kent (Inglaterra).

## Geografía
Según la Oficina Nacional de Estadística británica, Hartlip tiene una superficie de 5,8 km².

## Demografía
Según el censo de 2001, Hartlip tenía 769 habitantes (47,07% varones, 52,93% mujeres) y una densidad de población de 132,59 hab/km². El 18,99% eran menores de 16 años, el 75,42% tenían entre 16 y 74 y el 5,59% eran mayores de 74. La media de edad era de 40,63 años. Del total de habitantes con 16 o más años, el 22,15% estaban solteros, el 65,65% casados y el 12,2% divorciados o viudos.
El 94,28% de los habitantes eran originarios del Reino Unido. El resto de países europeos englobaban al 2,34% de la población, mientras que el 3,38% había nacido en cualquier otro lugar. Según su grupo étnico, el 97,77% eran blancos, el 1,05% mestizos y el 1,18% asiáticos. El cristianismo era profesado por el 84,35%, el hinduismo por el 0,39% y el islam por el 0,65%. El 10,17% no eran religiosos y el 4,43% no marcaron ninguna opción en el censo.
361 habitantes eran económicamente activos, 348 de ellos (96,4%) empleados y 13 (3,6%) desempleados. Había 281 hogares con residentes y 8 vacíos.